# Epicauta puncticollis
Epicauta puncticollis är en skalbaggsart som beskrevs av Mannerheim 1843. Epicauta puncticollis ingår i släktet Epicauta och familjen oljebaggar. Inga underarter finns listade i Catalogue of Life.